# Antitusígeno
Un antitusígeno o antitusivo es un fármaco empleado para tratar la tos seca irritativa, no productiva. Los antitusígenos son compuestos que actúan sobre el sistema nervioso central o periférico para suprimir el reflejo de la tos. Puesto que este reflejo es necesario para expulsar las secreciones que se acumulan en las vías respiratorias, la administración de estos fármacos está contraindicada en casos de tos productiva. Estos últimos se tratan, generalmente, con expectorantes que aumentan el contenido hídrico del moco para facilitar su expulsión de las vías respiratorias.

## Clasificación

### Deprimen el centro bulbar de la tos seca
- Derivados opiáceos con actividad opioide: codeína, dihidrocodeína, morfina, metadona y noscapina.
- Derivados opiáceos sin actividad opioide: dextrometorfano, levopropoxifeno y folcodina.
- Antihistamínicos H1 antiguos: difenhidramina y bromofeniramina.
- Derivados de las fenotiazinas: dimetoxanato y alimemazina.
- Tioxantenos: meprotixol y pimetixeno.

### Actúan sobre la rama aferente del reflejo de la tos
- Anestésicos locales: lidocaína.
- En toses provocadas por IECAs: enalapril y algunos AINEs como sulindaco y naproxeno.

### Modifican los factores mucociliares o actúan sobre la rama eferente del reflejo de la tos
- Bromuro de ipratropio (vía inhalatoria), glicerol yodado y guaimesal.

## Principios activos
Estos fármacos suelen estar disponibles en forma líquida (jarabe para la tos), aunque también existen otras presentaciones para vía inhalatoria u oral.

### Alfa hederina
La alfa hederina se obtiene de la hoja de la hiedra común.

### Codeína
La codeína (metilmorfina) es el prototipo de los antitusígenos y el más utilizado por su eficacia. Además tiene acción analgésica central (dolor leve-moderado) y acción antidiarreica.

### Dextrometorfano
El dextrometorfano no posee acción analgésica y su acción antitusígena es comparable a la de la codeína, pero no produce depresión respiratoria. Es el antitusígeno de elección en pediatría y durante el embarazo.

### Difenhidramina
La difenhidramina debe, probablemente, su propiedad antitusígena al efecto anticolinérgico y sedante. Además se utiliza en el tratamiento sintomático de procesos alérgicos de diversa etiología.

### Metadona
El uso de la metadona como antitusígeno se reserva para pacientes terminales que presentan tos dolorosa y no productiva resistente a otros antitusígenos.

## Utilidad clínica
La mayoría de los síntomas de las infecciones respiratorias raramente son aliviados por la administración de antitusivos, no existiendo además evidencia en cuanto a la alteración en el curso de la enfermedad.
Por otro lado, la tos es un reflejo fisiológico que sirve como mecanismo de defensa para el organismo en caso de que exista infección o la presencia de algún cuerpo extraño a nivel de la vía aérea. Es por esto que el uso de antitusígenos no se recomienda en casos de pacientes con tos productiva. El uso de este tipo de fármacos sólo debería limitarse a aquellos casos de tos no productiva, irritativa, de larga data y que no es el reflejo de ningún proceso patológico subyacente.
En el manejo general de la tos en la población infantil los expertos estiman que, en general, no está indicado usar medicamentos para intentar suprimir la tos.

## Uso recreativo
En algunas partes del mundo, como Estados Unidos, el uso de antitusivos de forma recreativa empezó a popularizarse en Houston, como parte de la escena del hip hop underground. Allí se emplea el término purple drank (bebida púrpura) para referirse al jarabe para la tos en tal contexto, mezclándose con otros ingredientes como bebidas suaves, como Sprite o Mountain Dew; o algunos caramelos para darle dulzor. Debido a algunos de sus componentes, como la codeína y la prometazina, da efectos de euforia, mareos, trastornos de las habilidades motrices, entre otros, e incluso consecuencias fatales por enfermedades cardiorrespiratorias.